# Tutlar
Tutlar (en rus: Тутлар) és un poble de la república del Daguestan, a Rússia. Segons el cens del 2010 tenia 505 habitants.